# رمی سیلیا
رمی سیلیا (انگلیسی: Rémi Cilia؛ زادهٔ ۱۱ سپتامبر ۱۹۸۹) بازیکن فوتبال اهل فرانسه است.
از باشگاه‌هایی که در آن بازی کرده‌است می‌توان به باشگاه فوتبال آژاکسیو اشاره کرد.